# Cathair an Lóthair

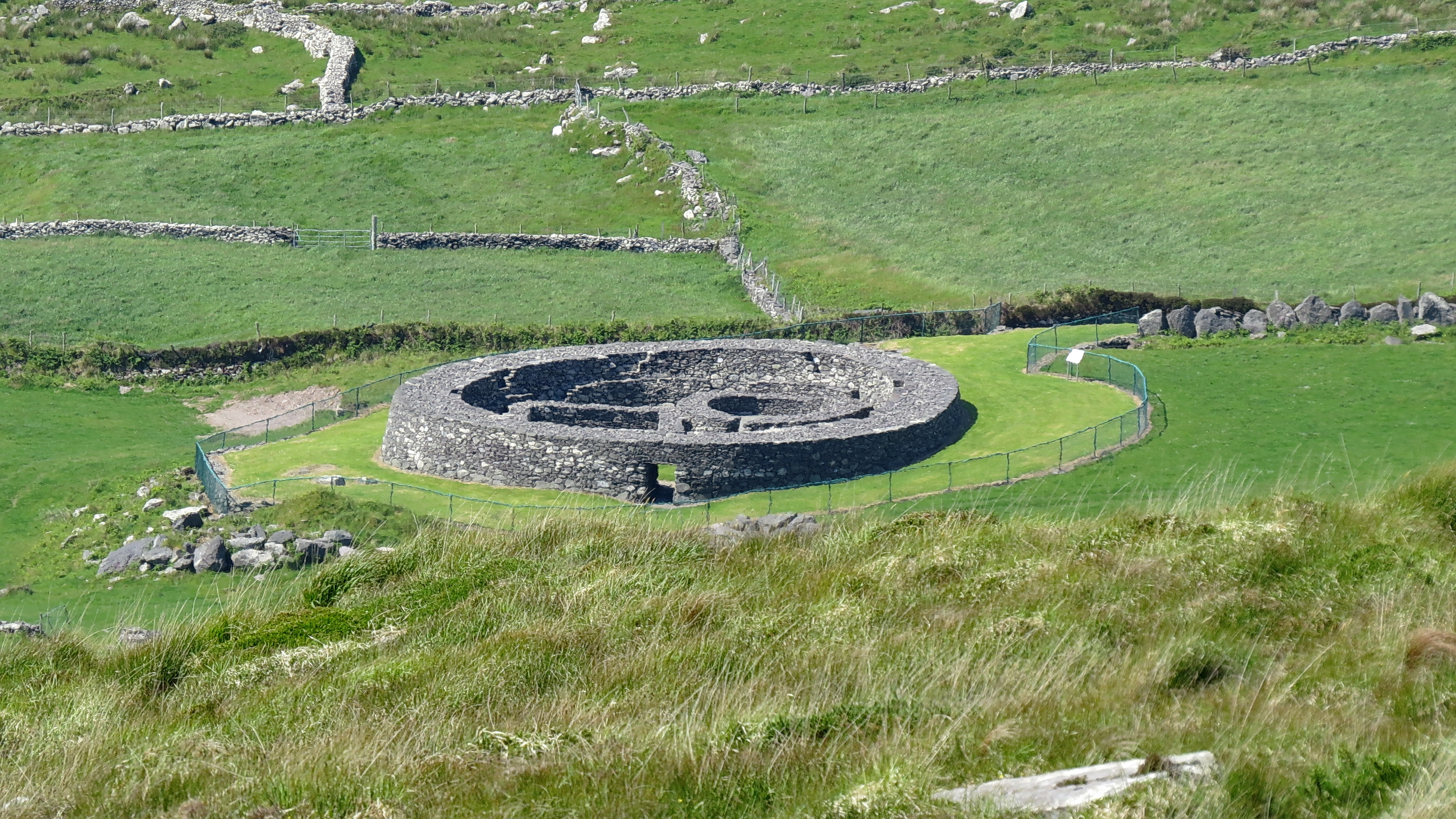
Luftaufnahme des Loher Stone Fort

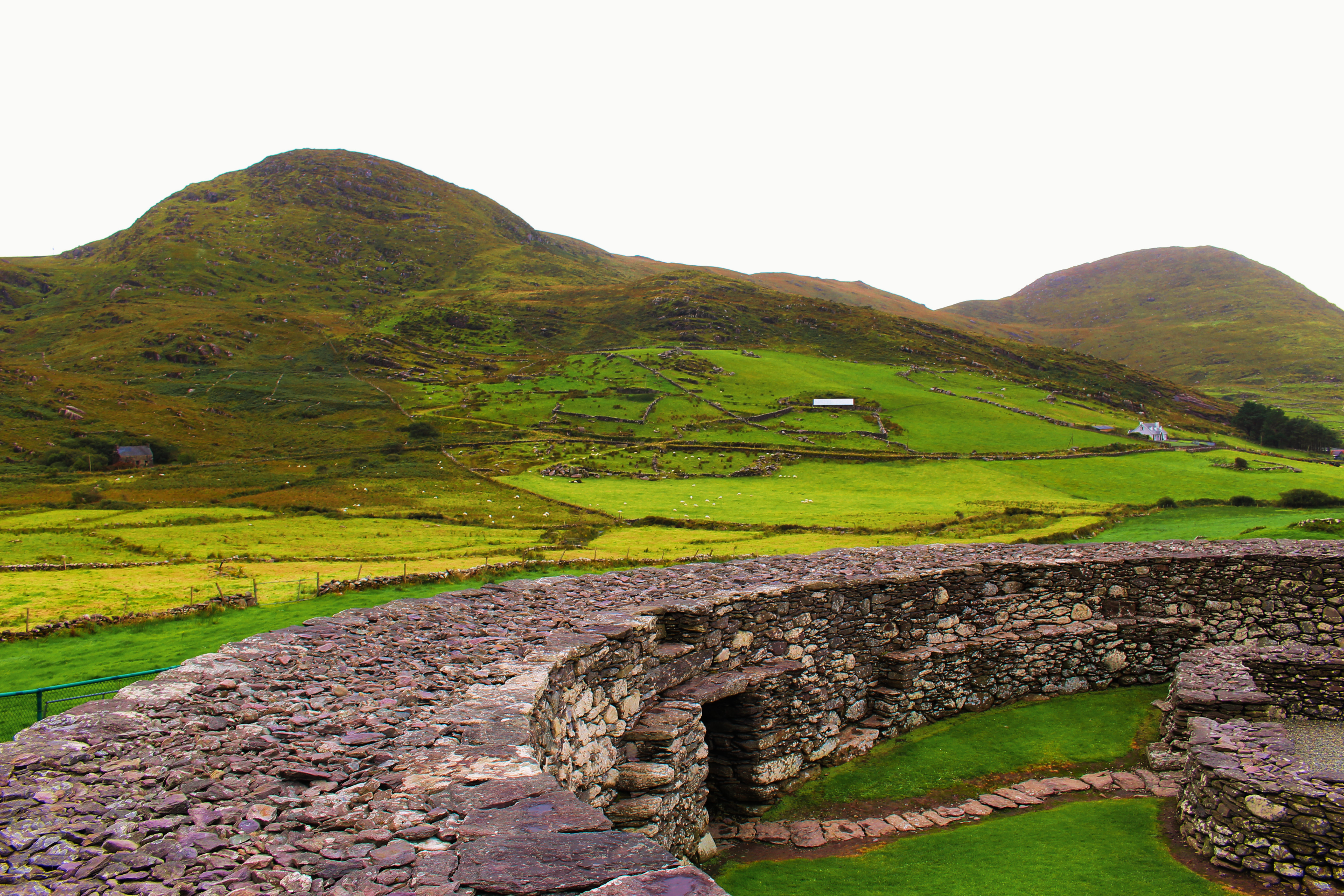
Loher Fort

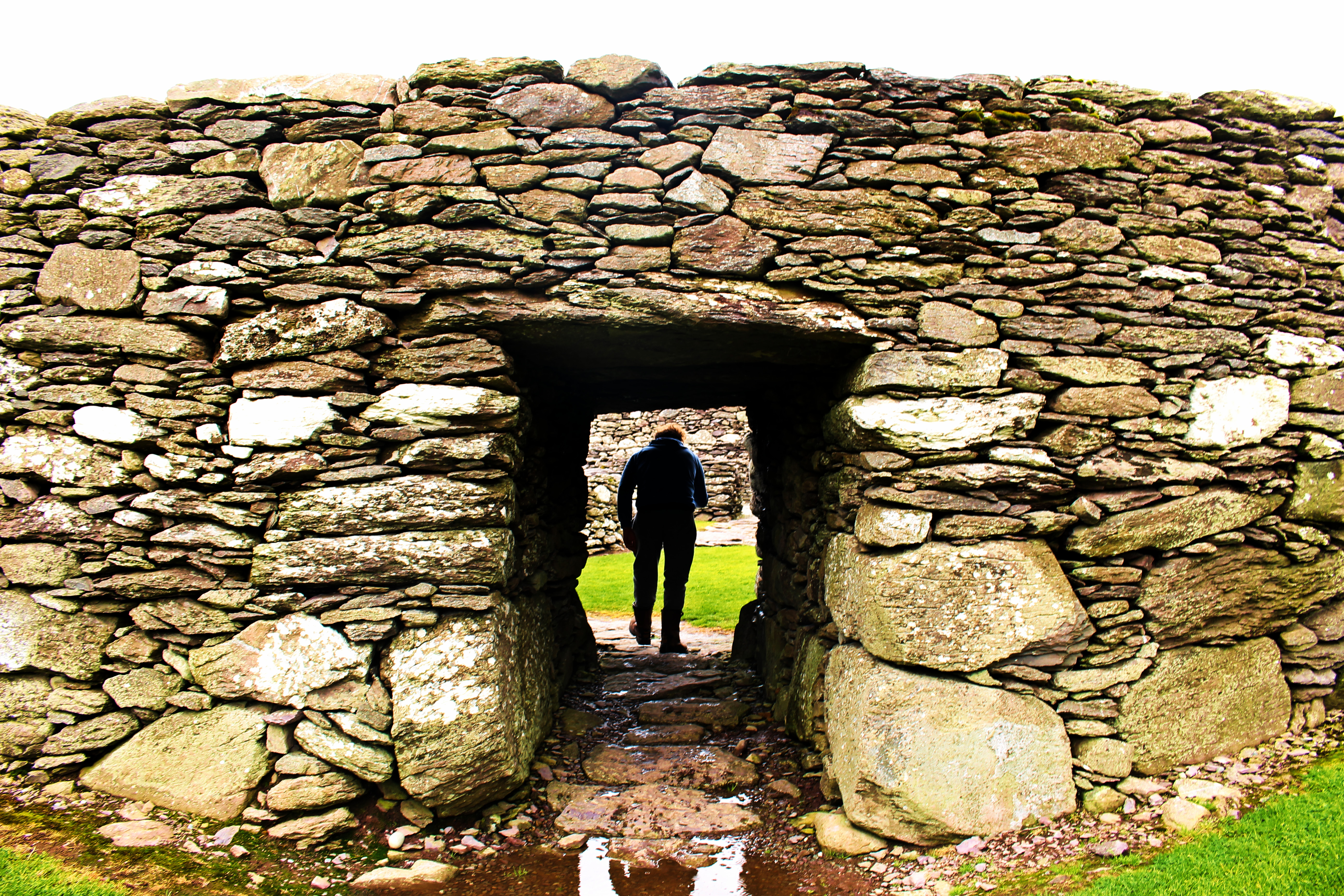
Eingang zum Loher Fort

Cathair an Lóthair [ˈkahɪɾʲ ən̪ ˈl̪oːhɪɾʲ] (auch Loher Fort bzw. Loher Cashel genannt) liegt westlich der Straße N70 bei Caherdaniel im County Kerry in Irland. Es gehört neben Cahergall und Leacanabuaile (beide bei Cahersiveen), Staigue Fort im Süden der Iveragh-Halbinsel alle im County Kerry, Caherconnell und Caherdooneerish im County Clare, den Forts Dun Aengus und Dún Chonchúir auf den Aran-Inseln im County Galway und dem Grianán von Aileach im County Donegal zu den bestrestaurierten großen steinernen Ringforts der Insel. Rathgall ist ein artverwandtes Hillfort im County Wicklow.
Das nahezu kreisrunde Steinfort ist eisenzeitlich und war vielleicht in frühchristlicher Zeit (um das 9. Jahrhundert n. Chr.) Sitz eines lokalen Häuptlings. Die Ringforts unterscheiden sich von den Duns durch die Größe und von Raths durch die Baumaterialien. 
Das lokal auch als Caher bezeichnete Fort hat eine runde Außenmauer, die auf der Innenseite im Vorfeld der Mauer eine Stufe aufweist. Es ist von einem etwa zwei Meter hohen Trockenmauerwerk mit einem Durchmesser von 20 m und zwei Terrassensegmenten umgeben. Im Inneren sind zwei Hausgrundrisse (rund und eckig) überkommen. Die Ausgrabungen ergaben, dass diese Nachfolger anderer Gebäude aus Stein und Holz waren. Das Rundhaus ist das ältere. Unter seinem Boden wurde ein später als das Haus errichtetes Souterrain – das jetzt verschlossen ist – entdeckt. Die Außenmauer wurde bis in eine Höhe von zwei Metern rekonstruiert, die Wände der inneren Gebäude bis in einen Meter Höhe. Vom rechteckigen Haus geht ein verdeckter Entwässerungskanal zum Eingang des Forts, das einen Durchgang mit Sturz hat.